# NGC 5776
NGC 5776 is een spiraalvormig sterrenstelsel in het sterrenbeeld Maagd. Het hemelobject werd op 27 april 1862 ontdekt door de Duits-Deense astronoom Heinrich Louis d'Arrest.

## Synoniemen
- MCG 1-38-18
- ZWG 48.67
- NPM1G +03.0456
- PGC 53289